# 桜洲村
桜洲村（さくらずむら）は、大分県下毛郡にあった村。現在の中津市の一部にあたる。

## 地理
犬丸川の河口付近に位置していた。
- 海洋：周防灘

## 歴史
- 1889年（明治22年）4月1日、町村制の施行により、下毛郡今津村、赤迫村、鍋島村が合併して村制施行し、桜洲村が発足[1][2]。旧村名を継承した今津、赤迫、鍋島の3大字を編成[2]。
- 1933年（昭和8年）4月1日、下毛郡尾紀村と合併し、新昭村を新設して廃止された[1][2]。

## 産業
- 塩製造業[2]、漁業[3]、農業[4]

## 交通

### 鉄道
- 1897年（明治30年）国有鉄道日豊線（現日豊本線）が開通し今津駅（大字今津）開設[2]。